# Powiat nakielski
Powiat nakielski – powiat w Polsce (w zachodniej części województwa kujawsko-pomorskiego), utworzony w 1999 roku w ramach reformy administracyjnej. Jego siedzibą jest miasto Nakło nad Notecią.
W skład powiatu wchodzą:
- gminy miejsko-wiejskie: Kcynia, Mrocza, Nakło nad Notecią, Szubin
- gminy wiejskie: Sadki
- miasta: Kcynia, Mrocza, Nakło nad Notecią, Szubin

## Demografia
Liczba ludności (dane z 30 czerwca 2005):
|        | Ogółem | Ogółem | Kobiety | Kobiety | Mężczyźni | Mężczyźni |
| osób   | %      | osób   | %       | osób    | %         |           |
| ------ | ------ | ------ | ------- | ------- | --------- | --------- |
| Ogółem | 84 607 | 100    | 42 975  | 50,79   | 41 632    | 49,21     |
| Miasto | 37 739 | 44,61  | 19 615  | 23,18   | 18 124    | 21,42     |
| Wieś   | 46 868 | 55,39  | 23 360  | 27,61   | 23 508    | 27,78     |

▶Wieś vs ▶miasto
Ogółem (▶k, ▶m)
Miasto (▶k, ▶m)
Wieś (▶k, ▶m)

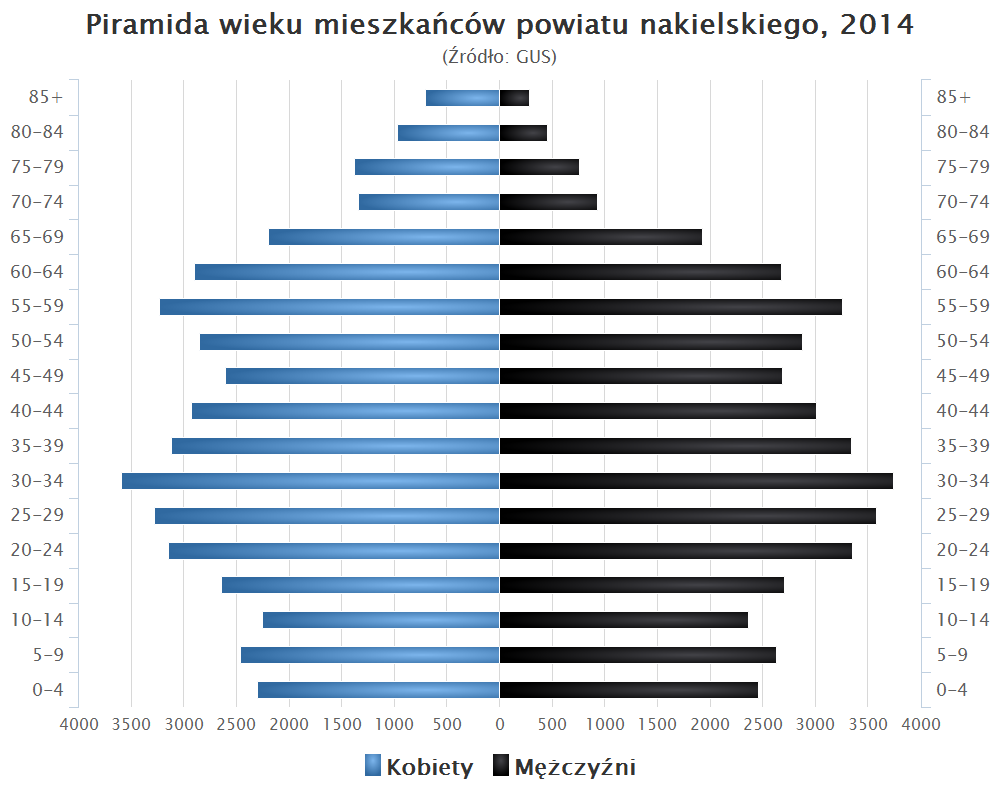
Piramida wieku mieszkańców powiatu nakielskiego w 2014 roku

Według danych z 31 grudnia 2019 roku powiat zamieszkiwało 86 311 osób. Natomiast według danych z 30 czerwca 2020 roku powiat zamieszkiwało 86 226 osób.

## Starostowie nakielscy
Na podstawie źródła:
- Lechosław Draeger (1 stycznia 1999 – 27 grudnia 2001)
- Piotr Hemmerling (27 grudnia 2001 – 24 listopada 2006)
- Andrzej Kindermann (24 listopada 2006 – 1 czerwca 2009)
- Tomasz Miłowski (1 czerwca 2009 – 15 grudnia 2010)
- Tadeusz Sobol (15 grudnia 2010 – 28 listopada 2014)
- Tomasz Miłowski (28 listopada 2014 – 21 listopada 2018)
- Tadeusz Sobol (21 listopada 2018 – 7 maja 2024)
- Krzysztof Błoński (7 maja 2024 – obecnie)

## Sąsiednie powiaty
- powiat sępoleński
- powiat bydgoski
- powiat żniński
- powiat wągrowiecki (wielkopolskie)
- powiat pilski (wielkopolskie)